# Wall Street

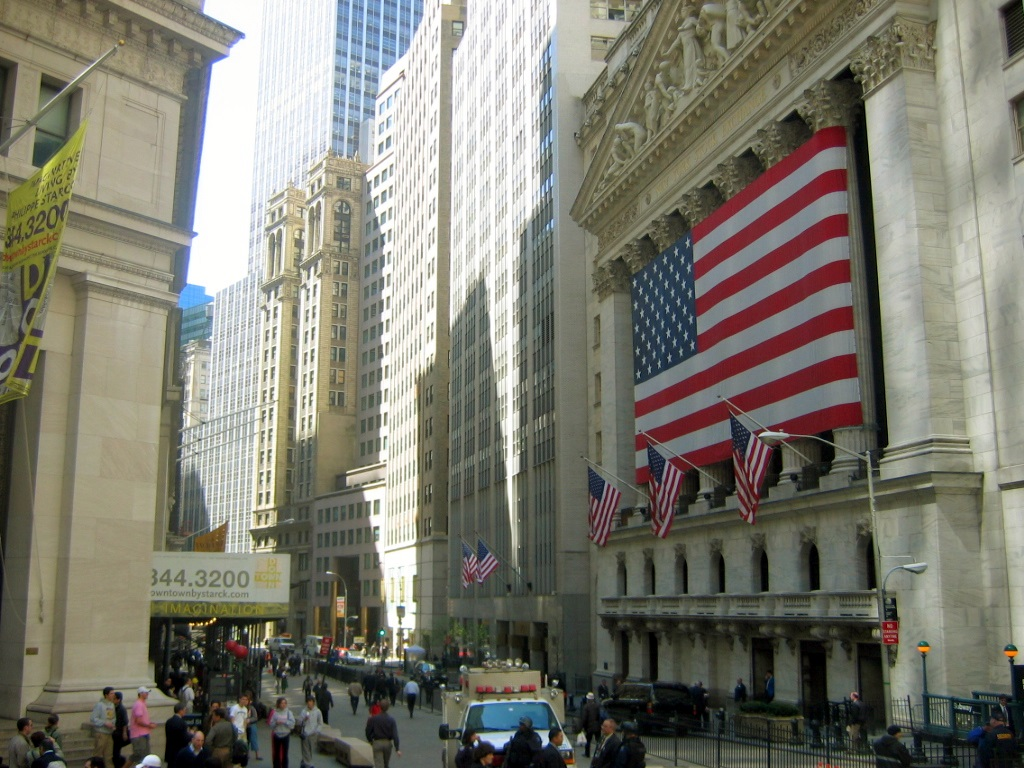
Budova newyorské burzy

Wall Street je ulice v jižní části ostrova Manhattan („Lower Manhattan“) v New Yorku v USA. Směřuje východně od Broadwaye dolů k South Street na East River skrze historické centrum Finanční čtvrti (Financial District). Wall Street se proslavila jako trvalé sídlo New York Stock Exchange (americká burza).
Mnoho hlavních amerických burzovních a neburzovních trhů má hlavní sídlo na Wall Street a ve finanční čtvrti, jako například NYSE, NASDAQ, AMEX, NYMEX a NYBOT.

## Historie

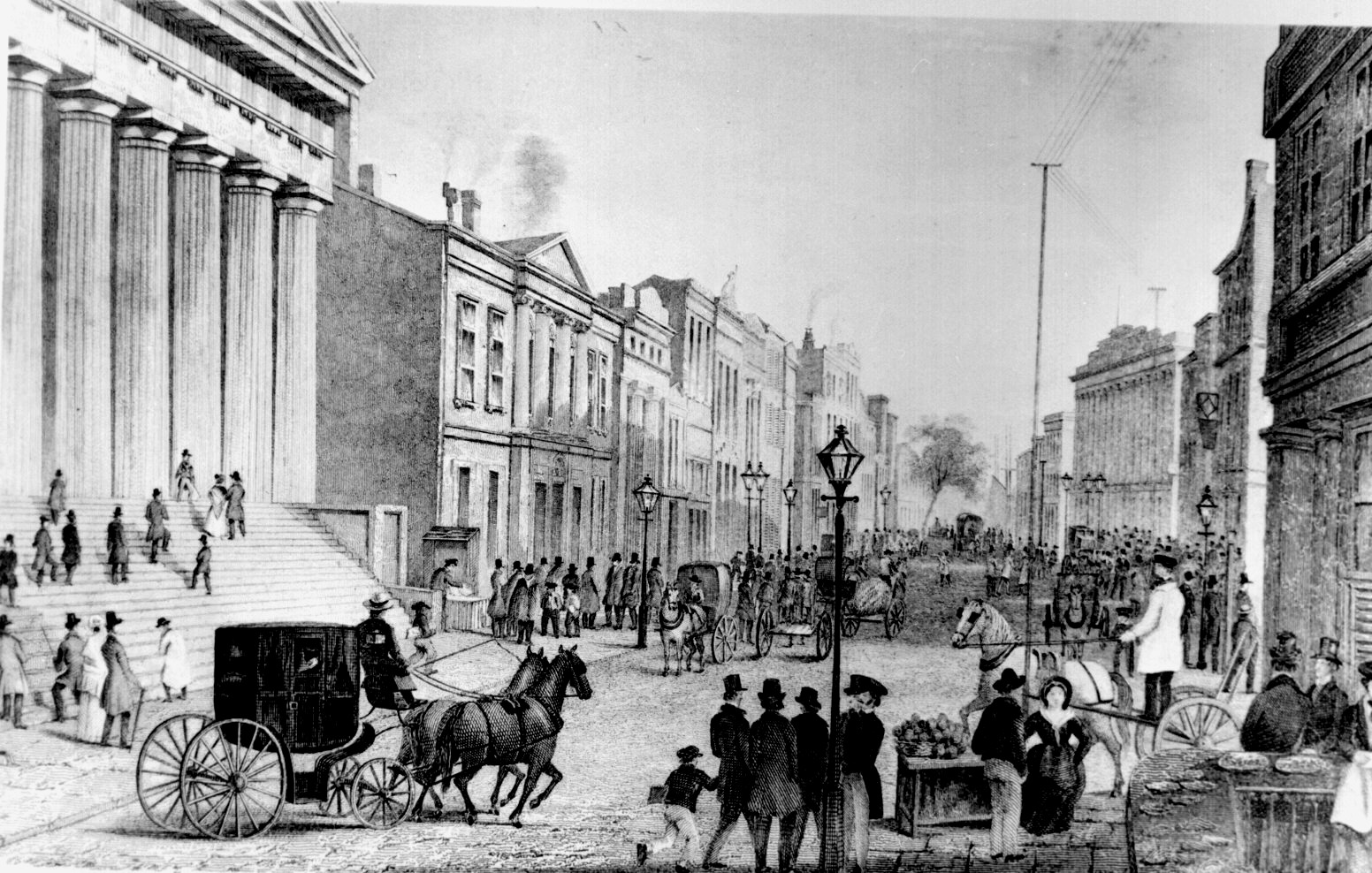
Pohled na Wall Street z rohu Broad Street (rok 1867). Budova nalevo je bývalá U.S. Customs House, dnes Federal Hall National Memorial

Název ulice je odvozen ze skutečnosti, že během 17. století Wall Street představovala severní hranici osady New Amsterdam. Ve čtyřicátých letech 17. století byly dřevěnými ploty ohraničeny parcely a rezidence v kolonii. Později Peter Stuyvesant s pomocí afrických otroků postavil pro nizozemskou Západoindickou společnost silnější oplocení. Čtyřmetrová stěna ze dřeva a hlíny opevněná palisádami byla postavena roku 1653. Hradba byla postupem času zesílena na obranu proti americkým domorodým kmenům, kolonistům z Nové Anglie a Britům. Stěna byla rozebrána Brity v roce 1699. A zatímco originální jméno se vztahovalo k Valónům (Walloons), francouzsky mluvícím Belgičanů, kteří ze začátku pomohli zalidnit tuto osadu, nyní se jméno mohlo jednoduše vztahovat ke stěně, která tu stála.
Na konci 18. století se ve spodní části Wall Street nacházel platan, pod kterým se scházeli obchodníci. V roce 1792 obchodníci vytvořili sdružení podepsáním Buttonwoodské (tj. Platanské) dohody. Toto byl počátek Americké burzy.
V roce 1889 se z původního burzovního zpravodaje Customers' Afternoon Letter stal  Wall Street Journal, který je nyní významný mezinárodní finanční zpravodajský deník publikovaný v New Yorku. Po mnoho let měl největší náklad ze všech novin v USA, dnes je druhý za USA Today. Vlastníkem je News Corporation Ruperta Murdocha.

## Pád a obnovení

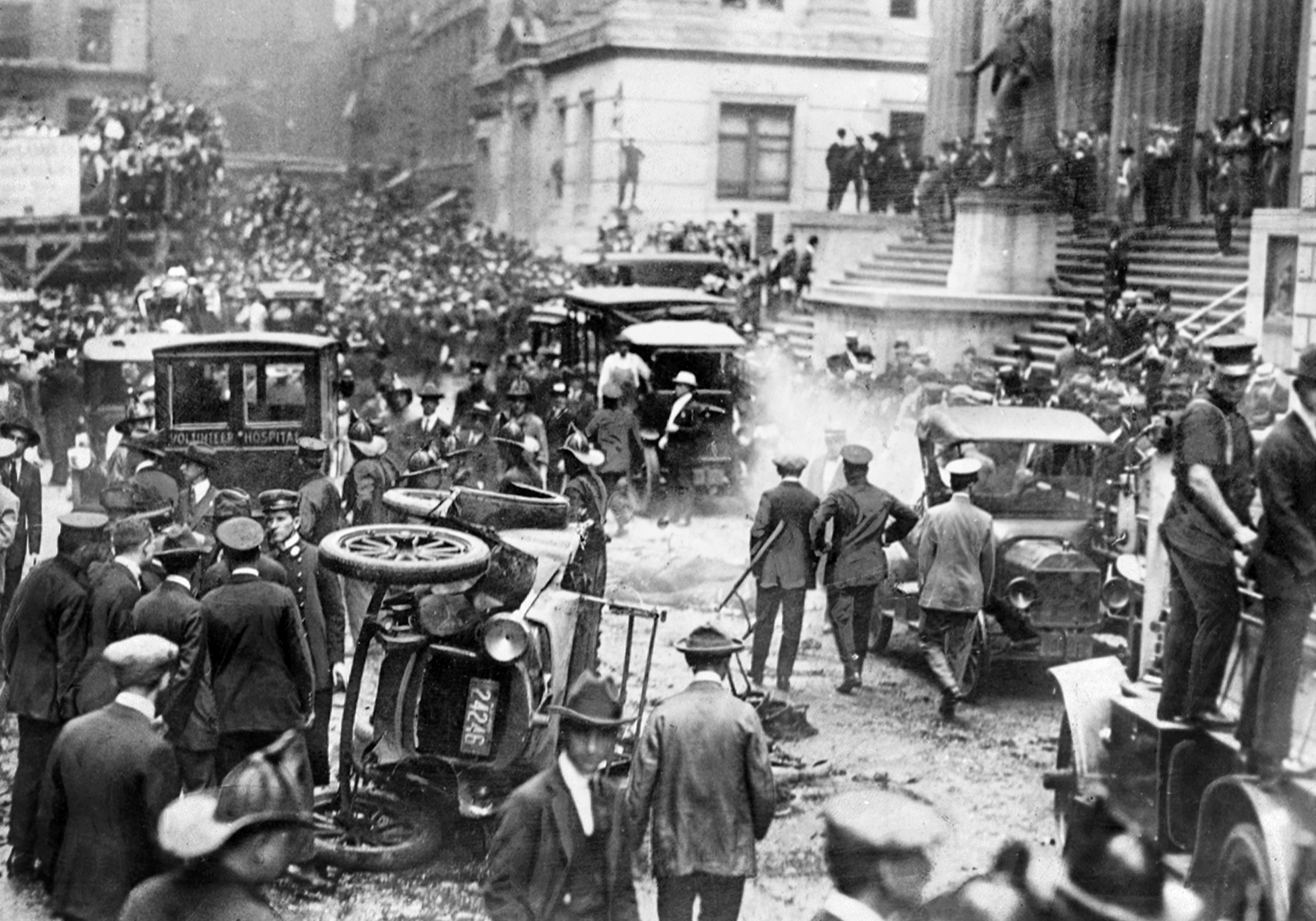
16. září 1920: před centrálou J.P. Morgan Inc. na Wall Street 23 explodovala bomba, která zabila 38 a poranila 300 lidí

Manhattanská Finanční čtvrť je jedna z největších obchodních čtvrtí ve Spojených státech a druhá v New Yorku po Midtownu. Na konci 19. století a na začátku 20. století byl New York hlavním centrem výstavby mrakodrapů (jediný konkurent bylo Chicago). Finanční čtvrt i dnes tvoří zřetelné panorama, oddělené od středu města (Midtownu) vzdáleného pár mil na sever, ale nedosahující do takových výšek.
Wall Street 23, postavená v roce 1914, byla známá jako "House of Morgan" (tj. Dům Morgana; Morgan je jedna z nejstarších firem nabízející finanční služby) a po desetiletí byla nejvýznamnější adresou amerického finančnictví. V poledne 16. září 1920 došlo k bombovému útoku při kterém zemřelo 38 lidí a bylo zraněno téměř dalších 300. Krátce předtím, než bomba explodovala, byl do poštovní schránky na rohu Cedar Street a Broadwaye umístěn varovný dopis. Zatímco se vymýšlely různé teorie o tom, kdo za útokem stál a proč to udělal, po dvaceti letech vyšetřovaní FBI poskytla spis celého případu, ale nenašla pachatele.

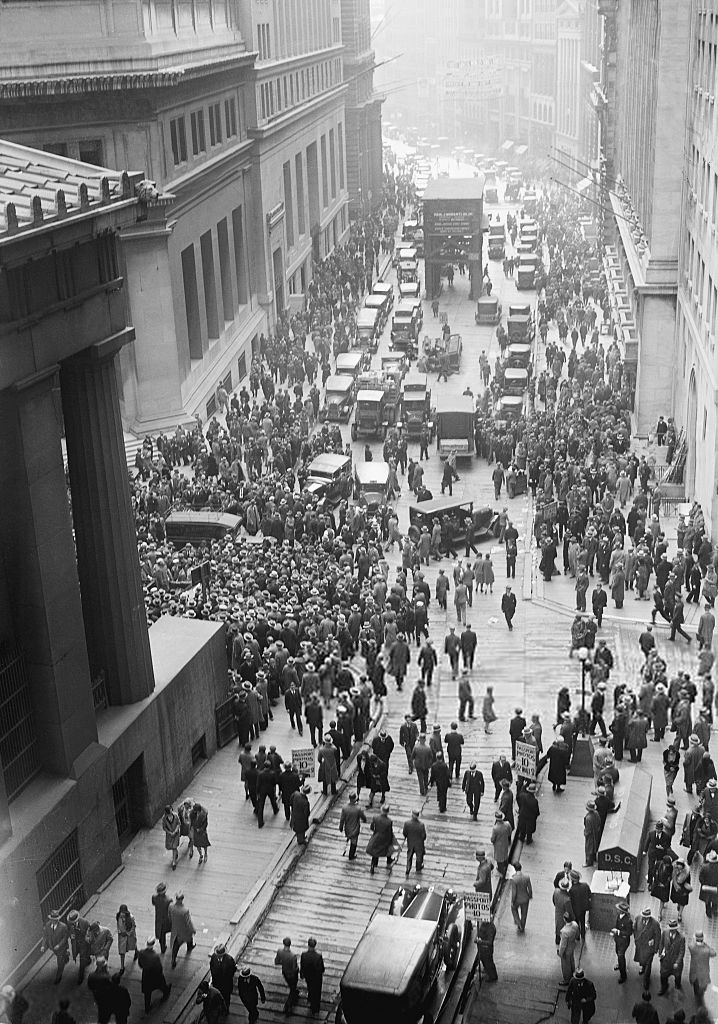
Dav se shromažďuje před budovou NYSE po krachu

Rok 1929 přinesl krach na newyorské burze, přerůstající ve Velkou hospodářskou krizi. V tomto období byl vývoj Finanční čtvrti pozastaven. Stavba Světového obchodního střediska byla jedna z mála významnějších projektů, které tu během posledních třech čtvrtin 20. století probíhaly a původně nebyla ani tak finančně úspěšná, jak se předpokládalo. Byl to projekt financovaný vládou, vybudovaný společností Port Authority of New York and New Jersey za účelem urychlení ekonomického vývoje v centru. Všechny nástroje nezbytné k mezinárodnímu obchodu měly být umístěny v komplexu. Avšak zpočátku mnoho místa zůstalo neobsazené.
Nicméně mnoho velkých a úspěšných firem pro sebe zakoupilo místo ve Světovém obchodním centru. Kromě toho přitahovalo i ostatní vlivné firmy do nejbližšího sousedství. Dalo by se říct, že se Světové obchodní centrum změnilo v centrum Manhattanu na úkor Finanční čtvrti z Wall Street. 11. září 2001 bylo zničeno teroristickými útoky, které kvůli přemisťování do New Jersey a následnému stěhování podniků do měst jako Chicago a Boston přispěly k poklesu obchodu na Wall Street.

## Dnešní Wall Street
Když se dneska o společnosti řekne, že je "podnik z Wall Street", nemusí to nutně znamenat, že tam sídlí. Spíše to znamená, že provozuje finanční služby. Přitom může mít sídlo kdekoliv na světě. V dnešní době je velké množství zaměstnanců na Wall Street odborníků na zákon nebo finance, pracující pro střední nebo velké firmy. Mnoho podniků v okolí tvoří místní firmy, které uspokojují jejich potřeby. Mnoho lidí, kteří ve Finanční čtvrti pracují, dojíždějí z předměstí Long Islandu, Connecticutu, Pensylvánie, New Jersey a dolní Hudson Valley.